# Kirugunda, Mudigere
Kirugunda là một làng thuộc tehsil Mudigere, huyện Chikmagalur, bang Karnataka, Ấn Độ.